# Rã-da-pedra
A rã-da-pedra (nome científico: Thoropa petropolitana) é uma espécie de anfíbio anuro da família dos cicloranfídeos (Cycloramphidae) endêmica do Brasil, onde é encontrada nos estados do Rio de Janeiro e Espírito Santo e talvez São Paulo.

## Distribuição e habitat
A rã-da-pedra é endêmica do sudeste do Brasil, onde ocorre nos estados do Rio de Janeiro (municípios de Rio de Janeiro, Petrópolis, Teresópolis, Nova Friburgo, Tinguá e Mangaratiba) e Espírito Santo (município de Santa Teresa). A partir do mínimo polígono convexo formado por seus pontos de registro, foi assumido que sua área de ocorrência é de 3 370,5 quilômetros quadrados. Há registros históricos de sua ocorrência em São Paulo. Habita em altitudes acima de 800 metros (2 600 pés) em áreas rochosas na floresta, ou na borda da floresta, no bioma da Mata Atlântica, onde vive em rochas úmidas perto de córregos ou cachoeiras. Ao longo de suas extensão, ocorre em algumas áreas protegidas: as Reservas Particulares do Patrimônio Natural Fazenda Santa Izabel, Fazenda Cochoeirinha, Sítio Granja São Jorge, Fazenda Limeira, Pedra dos Amarilis, Reserva Ecológica Metodista Ana Gonzaga e Fattoria Grigia e a Área de Proteção Ambiental Petrópolis. Ocorria no Parque Nacional da Serra dos Órgãos, mas aparentemente desapareceu localmente.

## Ecologia e conservação
Os últimos registros da rã-da-pedra ocorreram há mais de 30 anos, quando era muito comum. Nas últimas décadas, apesar dos esforços intensos, nenhum espécime foi registrado, o que sugere que tenha ocorrido uma redução de pelo menos 50% da população nos últimos 10 anos (ano de referência: 2010), o que corresponde a aproximadamente três gerações. Embora não sejam confirmadas as causas do declínio, é sabido que a espécie é afetada por vários fatores antropogênicos, como a perda de habitat pelo corte raso, assentamento humano, turismo e incêndio. A quitridiomicose também pode ser um fator de risco.
A espécie ocorre na área de abrangência do Plano de Ação Nacional para a Conservação da Herpetofauna do Sudeste da Mata Atlântica do Sudeste de 2015, coordenado pelo Instituto Chico Mendes de Conservação da Biodiversidade (ICMBio) e o Instituto Brasileiro do Meio Ambiente e dos Recursos Naturais Renováveis (IBAMA). Em 2005, foi avaliada como criticamente em perigo na Lista de Espécies da Fauna Ameaçadas do Espírito Santo; em 2014, sob a rubrica de dados insuficientes no Livro Vermelho da Fauna Ameaçada de Extinção no Estado de São Paulo; em 2014, como em perigo na Portaria MMA N.º 444 de 17 de dezembro de 2014; e em 2018, como em perigo no Livro Vermelho da Fauna Brasileira Ameaçada de Extinção do ICMBio e como em perigo na Lista das Espécies da Fauna Ameaçadas de Extinção no Estado do Rio de Janeiro.